# Franco Maria Malfatti

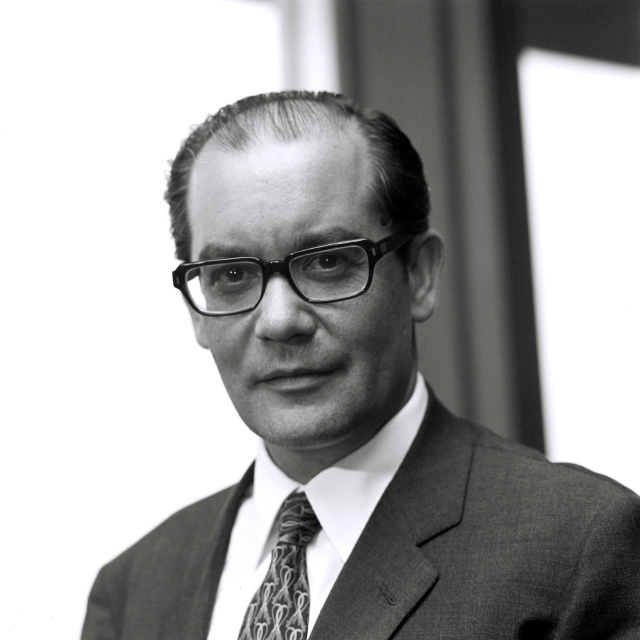
Franco Maria Malfatti.

Franco Maria Malfatti (*Roma, 13 de junio de 1927 - †Roma, 10 de diciembre de 1991) fue un político italiano.
Diputado en el Parlamento italiano durante varias legislaturas a partir de los años 50, fue ministro en varias ocasiones, ocupando entre otras carteras la de Asuntos Exteriores a finales de los años 70. 
Presidente de la Comisión Europea desde el 2 de julio de 1970 hasta el 21 de marzo de 1972, fecha en la que dimitió del cargo, nueve meses antes del final de su mandato para presentarse a las elecciones italianas. Fue reemplazado hasta el final de su mandato por Sicco Mansholt.
Durante su mandato se desarrollaron las negociaciones de adhesión de Dinamarca, Irlanda, Noruega y el Reino Unido, que terminarían con la firma de los tratados de adhesión en Bruselas el 22 de enero de 1972. Noruega rechazaría posteriormente su adhesión en referéndum.